# Натаніель Лепані
Натаніель Лепані (нар. 20 січня 1982, Порт-Морсбі, Папуа Нова Гвінея) — папуаський футболіст, нападник клубу «Ейдж Хілл Юнайтед» та збірної Папуа Нової Гвінеї. На міжнародному рівні зіграв 12 поєдинків. Протягом своєї кар'єри Лепані виступав за Менло Оукс зі США, а також за інші команди з Австралії та Папуа Нової Гвінеї.

## Ранні роки
Натаніель Лепані народився 20 січня 1982 року в місті Порт-Морсбі, в Папуа Новій Гвінеї, разом із сім'єю в дитинстві спочатку переїхав на Гаваї, де його батько отримав роботу. А в 1991 році разом із сім'єю переїхав до Бельгії, саме в цій країні у фландрійському клубі ФК «Овержис» U-12 та U-14 і розпочав навчатися футбольній майстерності. Він повернувся до Папуа Нової Гвінеї в 1994 році й згодом сказав про цей період таке: «Мені пощастило вдосталь там пожити та зрозстати, пізнаючи декілька культур, завдяки татовим обов'язкам по роботі», та додав, що його перебування в Бельгії «допомогло закласти основу в футбольному вихованні».

## Клубна кар'єра
Лепані розпочав свою професійну кар'єру в сезоні 2000/01 років в «Космос Порт-Морсбі», команді, яка базувалася в столиці його рідної країни. Він перебував на перегляді в клубі максимальний термін, близько місяця, і був одним з двох папуаських футболістів, які були запрошені для перегляду (іншим був Алекс Давані), але жоден з гравців так і не підписав тривалого постійного контракту. В 2002 році гравець переїхав до Сполучених Штатів Америки для навчання в Коледж Менло в Каліфорнії, в цей час він виступає за футбольну команду коледжу, «Менло Оукс». У команді він обрав собі 7-ий номер, під яким і виступав. В жовтні 2002 року Лепані реалізував пенальті в матчі проти Коледжу Безані та допоміг команді здобути рекордну перемогу, 11:0.
Після виступів за каліфорнійський клуб в сезоні 2002/03 років, Натаніель вирішив не виступати на клубному рівні через матчі збірної Папуа Нової Гвінеї та зобов'язання перед університетом.
В 2005 році Лепані приєднався до клубу Прем'єр-ліги Брисбену, «Брисбен Сіті». Протягом свого єдиного сезону в клубі він виступав за першу та резервну команди, за цей час забив один м'яч у ворота суперників. А вже в наступному сезоні Лепані приєднався до іншого клубу цього ж дивізіону, «Тарінга Роверс», але знову почергово виступав то за першу, то за резервну команди клубу.
Подальша робота та навчання в коледжі й надалі впливали на кар'єру гравця, допоки в сезоні 2007/08 років він не переїхав до округу Курінггей для виступу за ФК «Ліндфілд». І, нарешті, в 2009 році Лепані після повернення в Папуа Нову Гвінею зміг відновити регулярну кар'єру гравця на клубному рівні. Він підписав контракт з середняком еітного дивізіону національного чемпіонату «Істерн Старз».
«Істерн Старз» фінішували п'ятими в сезоні 2009/10 років у Національній Соккер Лізі. Лепані був ключовим гравцем у сезоні 2010/11 років, 20 листопада 2010 року в матчі проти «Хекарі Юнайтед», який завершився поразкою «Істерн Старз» з рахунком 1:3, він реалізував пенальті на останніх хвилинах поєдинку. «Істерн Старз» фінішував в лізі того сезону на другому місці, але це не завадило Лепані покинути клуб, щоб приєднатися до «Гігіра Лайтепо Моробе», який виступав у тому ж дивізіоні.
В листопаді 2011 року Лепані дебютував за «Лайтепо Моробе» в матчі-відкриття нового чемпіонату, але його новий клуб поступився «Хекарі Юнайтед» з рахунком 0:3. 26 листопада 2011 року він забив пенальті у ворота «НБС Токуко Юніверситі», але «Істерн Старз» все одно поступився з рахунком 2:3. 4 лютого 2012 року півзахисник забив м'яч у ворота суперників зі штрафного удару та допоміг клубу здобути перемогу над «Булоло Юнайтед» з рахунком 3:1. Він залишив «Гігіру Лайтепо» після завершення сезону.
Після того, як певний час Лепані перебував без клубу, в травні 2013 року він повернувся до Австралії та приєднався команди з Кернсу «Ейдж Хілл Юнайтед». Він дебютував за новий клуб 2 червня 2013 року, в матчі проти «Іннісфейл Юнайтед», в якому його клуб з рахунком 5:0 здобув перемогу, а сам Лепані відзначився хет-триком у тому поєдинку. 16 червня півзахисник був у стартовому складі в матчі, який «Ейдж Хілл» ганебно програв з рахунком 1:6 «Стреттфорд Дольфінс»; Лепані був замінений після того, як його у його команді було вилучено двох гравців.

## Міжнародна кар'єра

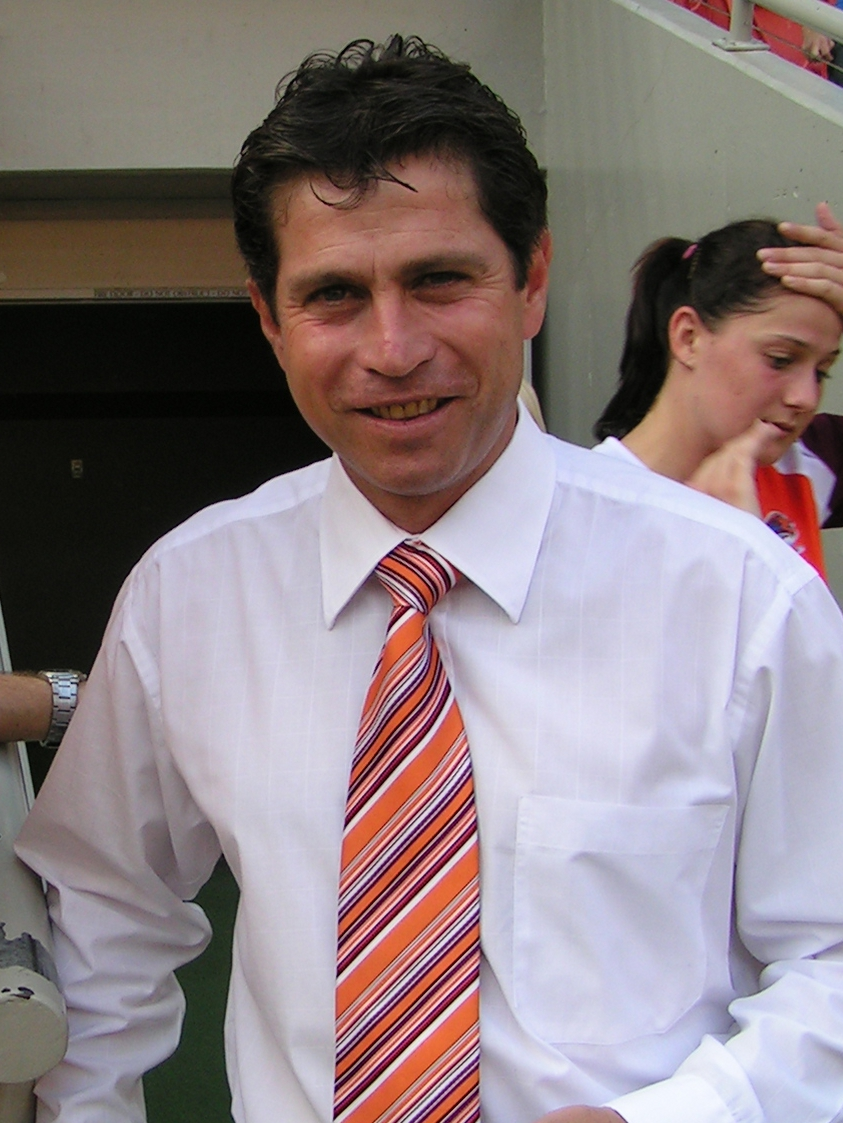
Френк Фаріна, який тренував Лепані на Тихоокеанських іграх 2011 року

Натаніель грав за збірну Папуа-Нової Гвінеї U-20 в 2001 році на Чемпіонаті ОФК U-20, який відбувався на Островах Кука та Новій Каледонії. 17 лютого 2004 року він забив двічі, чим допоміг здобути перемога над Островами Кука з рахунком 4:0. Проте, не зважаючи на цю перемогу, збірна Папуа Нової Гвінеї завершила змагання на останньому місці в своїй групі і не змогла пробитися на молодіжний чемпіонаті світу з футболу 2001 року.
14 січня 2004 року Лепані дебютував за збірну Папуа Нової Гвінеї у матчі проти Соломонових Островів, в якому папуаси поступилися з рахунком 2:4. В цьому році він провів вісім поєдинків у футболці національної збірної, в рамках кваліфікації до літніх Олімпійських ігор 2004 18 січня 2004 року Лепані відзначився голом у ворота збірної Фіджі, а також відзначився тричі протягом двох матчів з Самоа.
У червні 2008 року його було до табору збірної Папуа Нової Гвінеї викликано для участі в Кубку Вентока 2008, але його збірна врешті-решт знялася з турніру.
Ще вісім поєдинків Лепані провів за національну збірну на чоловічому футбольному турнірі Тихоокеанських іграх 2011 в Новій Каледонії. 27 серпня 2011 року після виходу на заміну він довів доцільність свого виклику до збірної, після того як забив четвертий м'яч у ворота Островів Кука, завдяки чому збірна Папуа Нової Гвінеї здобула перемогу з рахунком 4:0. 1 вересня 2011 року Натаніель знову випустили на заміну під час нічийного поєдинку (1:1) з Таїті, гравець вийшов лише на останні 11 хвилин поєдинку замість травмованого Рега Давані. Пізніше він був замінений, після того як червону картку отримав Сіріл Мута. 3 вересня 2011 року Лепані забив чотири голи, в тому числі два — протягом однієї хвилини, в матчі проти Кірибаті, який завершився розгромною перемогою Папуа Нової Гвінеї з рахунком 17:1. 5 вересня 2011 року він грав у заключному матчі Папуа-Новій Гвінеї на груповому етапі, але папуаси поступилися Фіджі з рахунком 0:2, а це означало, що збірна Папуа Нової Гвінеї поветається додому.
Незважаючи на результативну гру на Тихоокеанських іграх, Лепані не був включений до заявки Папуа Нової Гвінеї на Кубок націй ОФК 2012 року. Лепані пізніше визнав, що він був «надзвичайно» розчарований тим, що не потрапив до складу збірної, пізніше з'ясувалося, що рана на коліні вимагала «7 швів та неможливість працювати в тренувальному таборі протягом одного тижня», саме це сприяло його виключення зі складу збірної.

### Матчі та голи за збірну
| #  | Дата                | Стадіон                            | Суперник           | Результат | Змагання                                                 | Голи |
| -- | ------------------- | ---------------------------------- | ------------------ | --------- | -------------------------------------------------------- | ---- |
| 1  | 14 січня 2004 року  | Марконі Стедіум, Сідней            | Соломонові Острови | П 2:4     | Кваліфікаційний раунд до Чемпіонату світу з футболу 2006 |      |
| 2  | 16 січня 2004 року  | Марконі Стедіум, Сідней            | Австралія          | П 0:9     | Кваліфікаційний раунд до Чемпіонату світу з футболу 2006 |      |
| 3  | 18 січня 2004 року  | Марконі Стедіум, Сідней            | Фіджі              | П 1:4     | Кваліфікаційний раунд до Чемпіонату світу з футболу 2006 | 1    |
| 4  | 22 січня 2004 року  | Марконі Стедіум, Сідней            | Самоа              | Н 4:4     | Кваліфікаційний раунд до Чемпіонату світу з футболу 2006 | 2    |
| 5  | 10 травня 2004 року | Національний Стадіон Соккеру, Апіа | Вануату            | Н 1:1     | Кваліфікаційний раунд до Чемпіонату світу з футболу 2006 |      |
| 6  | 12 травня 2004 року | Національний Стадіон Соккеру, Апіа | Фіджі              | П 2:4     | Кваліфікаційний раунд до Чемпіонату світу з футболу 2006 |      |
| 7  | 17 травня 2004 року | Національний Стадіон Соккеру, Апіа | Американське Самоа | П 10:0    | Кваліфікаційний раунд до Чемпіонату світу з футболу 2006 |      |
| 8  | 19 травня 2004 року | Національний Стадіон Соккеру, Апіа | Самоа              | П 4:1     | Кваліфікаційний раунд до Чемпіонату світу з футболу 2006 | 1    |
| 9  | 27 травня 2004 року | Стад Боева, Булері Бей             | Острови Кука       | В 4:0     | Тихоокеанські ігри 2011                                  | 1    |
| 10 | 1 вересня 2011 року | Стад Боева, Булері Бей             | Таїті              | Н 1–1     | Тихоокеанські ігри 2011                                  |      |
| 11 | 3 вересня 2011 року | Стад Боева, Булері Бей             | Кірибаті           | П 17–1    | Тихоокеанські ігри 2011                                  | 4    |
| 12 | 5 вересня 2011 року | Стад Боева, Булері Бей             | Фіджі              | П 0:2     | Тихоокеанські ігри 2011                                  |      |

## Стиль гри
Лепані входить до числа універсальних гравців, він може зіграть як в центрі півзахисту, так і на фланзі або в нападі. Експерти відзначають в його грі такі сильня сторони, як «спритність, баланс, швидкість та вміння читати гру», завдяки чому він й досяг успіху як футболіст. Lepani також визнав, «що він завжди [був] на „мініатюрним“ з точки зору будови тіла» і фізична боротьба в клубному футболі Австралії та Америки означала, що «я завжди був впевнений в тому, що я залишу свій слід в командній грі іншими шляхами». Натаніель порівняв свій стиль гри з нападником «Барселони» Педро.

## Особисте життя
Лепані навчався в Міжнародній Школі Порту-Морсбі та в Коледжі Святого Петра в Папуа Новій Гвінеї, а також у Коледжі Менло (Каліфорнія, Сполучені Штати Америки). В 2006 році він закінчив Технологічний Університет в Квінсленді, де навчався вмінню ведення бізнесу. Його мати походить зі Сполучених Штатів Америки, а батько — з Папуа Нової Гвінеї. Натаніель має старшого брата, Ендрю Лепані, який є також футболістом та виступає в Папуа Новій Гвінеї, за клуби «Космос» (Порт-Морсбі) та «Хекарі Юнайтед». Його бабуся народилася на Островах Тробріана, де й мешкає дотепер. У листопаді 2006 року Натаніель зустрівся з переможцем Кубку світу Крістіаном Карамбе на старті Ліги чемпіонів ОФК 2007 року.